# Augusto Giacometti

Selbstporträt (1945)

Antonio Augusto Giacometti (* 16. August 1877 in Stampa, Bergell; † 9. Juni 1947 in Zürich; heimatberechtigt in Stampa) war ein Schweizer Maler. Er gilt als herausragender Maler in der Nachfolge des Jugendstils und des Symbolismus, als Erneuerer der Glasmalerei und Exponent der monumentalen Wandmalerei und Gestalter populär gewordener Plakate.

## Leben und Werk

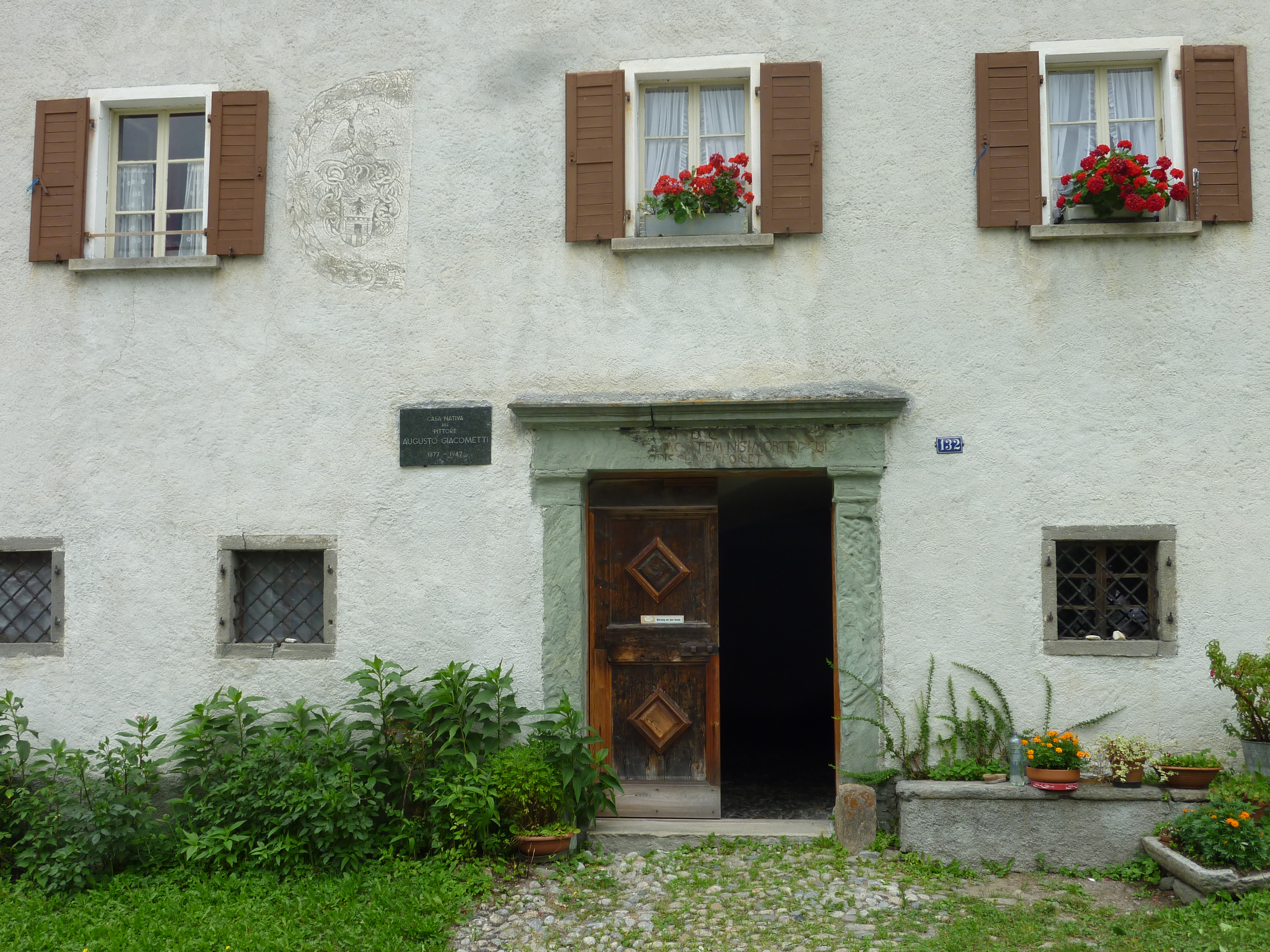
Geburtshaus in Stampa

Augusto Giacometti ist Teil der berühmten Malerdynastie der Giacometti. Nur wenige Meter neben dem Haus seines Cousins Giovanni Giacometti aufgewachsen, begann er schon in jungen Jahren, sich der Malerei zu widmen. Seine Ausbildung zum Zeichenlehrer absolvierte er zwischen 1894 und 1897 an der Kunstgewerbeschule Zürich. Nach seinen Studienjahren von 1897 bis 1901 bei Eugène Grasset in Paris sowie nach Stationen mit Wohnsitzen in Florenz und Zürich liess er sich ab 1915 endgültig in Zürich nieder.
1917 lernte Giacometti die Dadaisten Tristan Tzara, Marcel Janco, Sophie Taeuber-Arp und Hugo Ball kennen. Er nahm an der 8. Dada-Soirée im Zürcher Kaufleutensaal teil und wurde Mitglied bei der Künstlergruppe „Das Neue Leben“ (1918–1920).

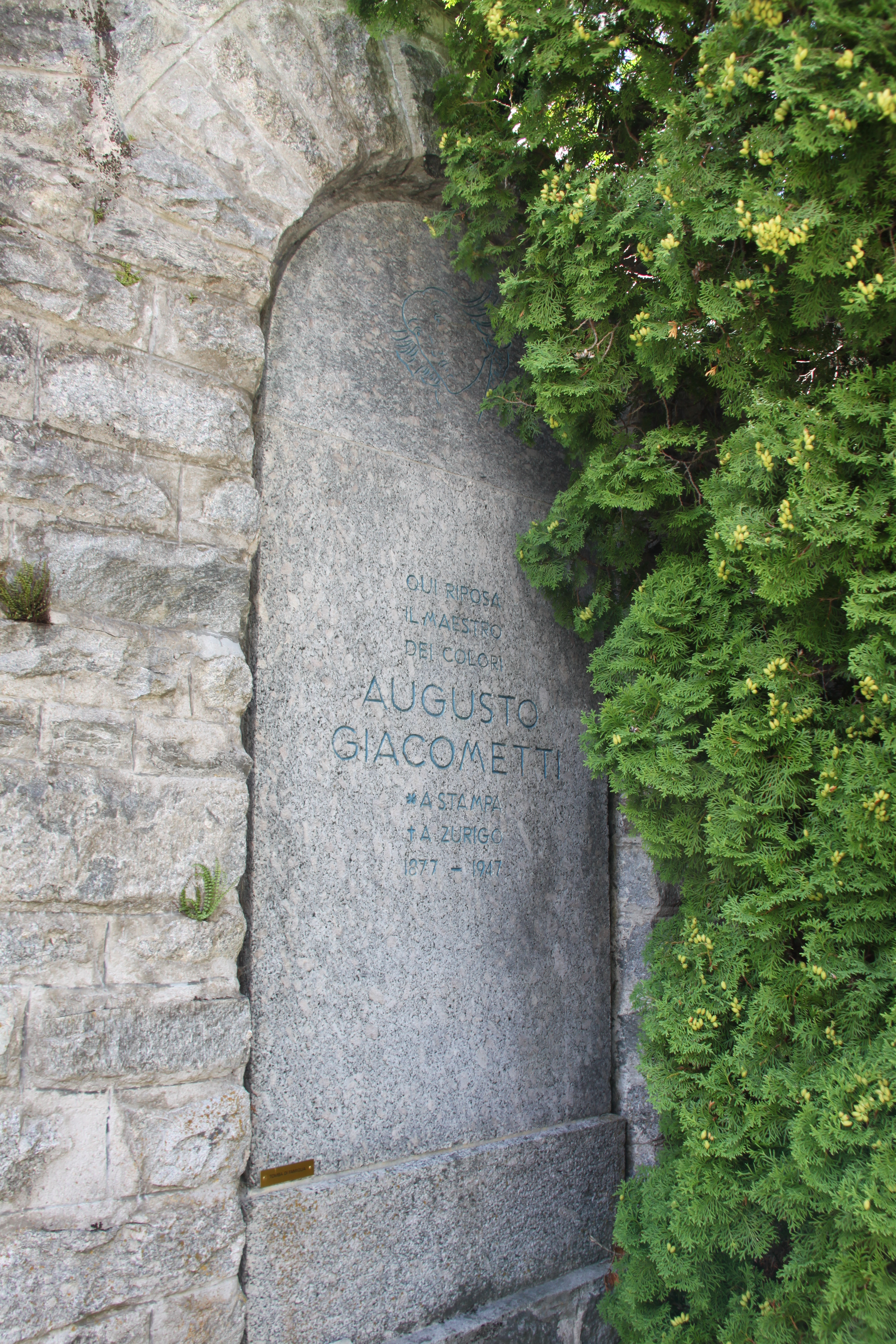
Giacomettis Grabstein in Borgonovo

Mit der Ausführung seines Entwurfs für die Eingangshalle der Polizeiwache im Amtshaus I in Zürich zwischen 1923 und 1925 gelang Giacometti eines seiner wichtigsten Werke, auch bekannt als Giacometti-Halle. Dank diesem Auftrag, der sofort grosse Beachtung fand, war für ihn der Weg zu weiteren wichtigen Auftragsarbeiten geebnet.
Er gehörte zu den ersten Künstlern des 20. Jahrhunderts, die der Malerei nahezu völlige Autonomie einräumten und den Schritt in die Ungegenständlichkeit wagten. Giacometti wurde in der Folge zum grossen Koloristen. Ein Vortrag von ihm, der 1934 bei Oprecht & Helbling in Zürich gedruckt wurde, trug den Titel Die Farbe und ich. Auf seinem Grabstein steht: «Qui riposa il maestro dei colori» (deutsch: «Hier ruht der Meister der Farben»).
1921 schuf er die drei farbigen Chorfenster in der evangelisch-reformierten Kirche St. Nikolaus in Küblis. 1922 bis 1926 entstand mit der «Blüemli-Halle» (Polizeiwache Zürich) eines seiner wichtigsten Werke. 1928 folgten die Chorfenster in den evangelischen Kirchen St. Jakob in Klosters und St. Johann in Davos, 1929 ein Chorfenster in der Ostwand der evangelischen Stadtkirche in Frauenfeld. Weitere Glasgemälde folgten 1933 mit drei Chorfenstern im Grossmünster und in der Pauluskirche in Zürich, einer Lünette im Chor seines Geburtsorts in der Kirche S. Giorgio Borgonovo/Stampa 1935, sowie 1936 und 1938 fünf Chorfenster in der Dorfkirche Adelboden. 1945 folgte ein nördliches Querschifffenster im Fraumünster in Zürich. Das 1931 für die Garderobe des Ständeratssaals im Bundeshaus erschaffene Glasgemälde «Die Arbeit auf dem Lande» wurde als zu dunkel empfunden und wieder entfernt. Das Glasgemälde wurde als Dauerleihgaben dem Vitromusée Romont anvertraut.
Sowohl stilistisch wie auch in der Wahl seiner Motive hatte Giacometti grossen Einfluss auf den deutschen Maler August Babberger.

## Galerie

Werke Giacomettis
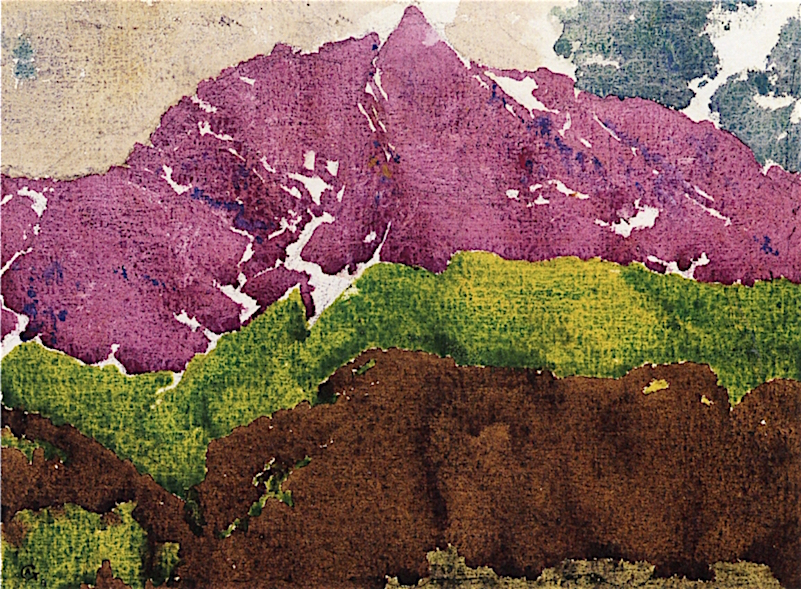
Piz Duan (1910)
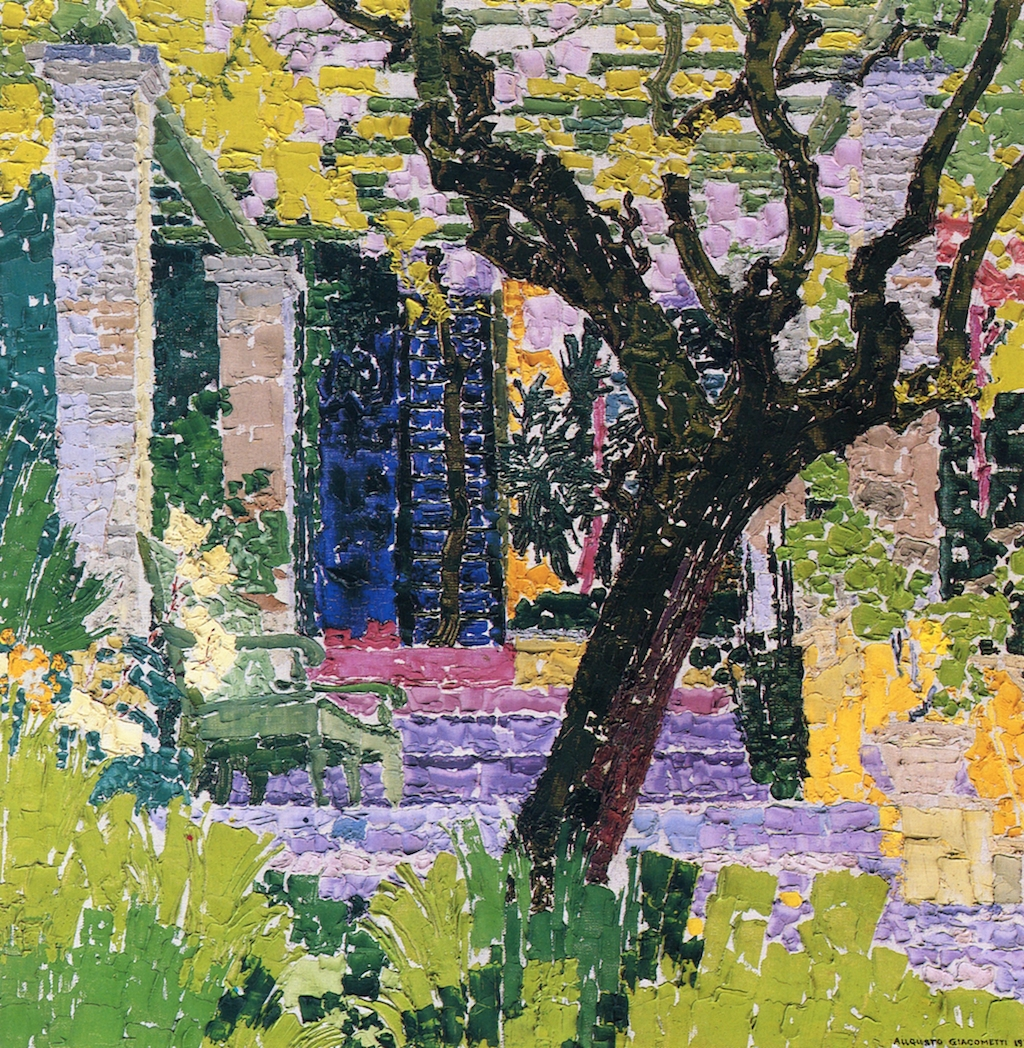
Garten in San Domenico (1912)
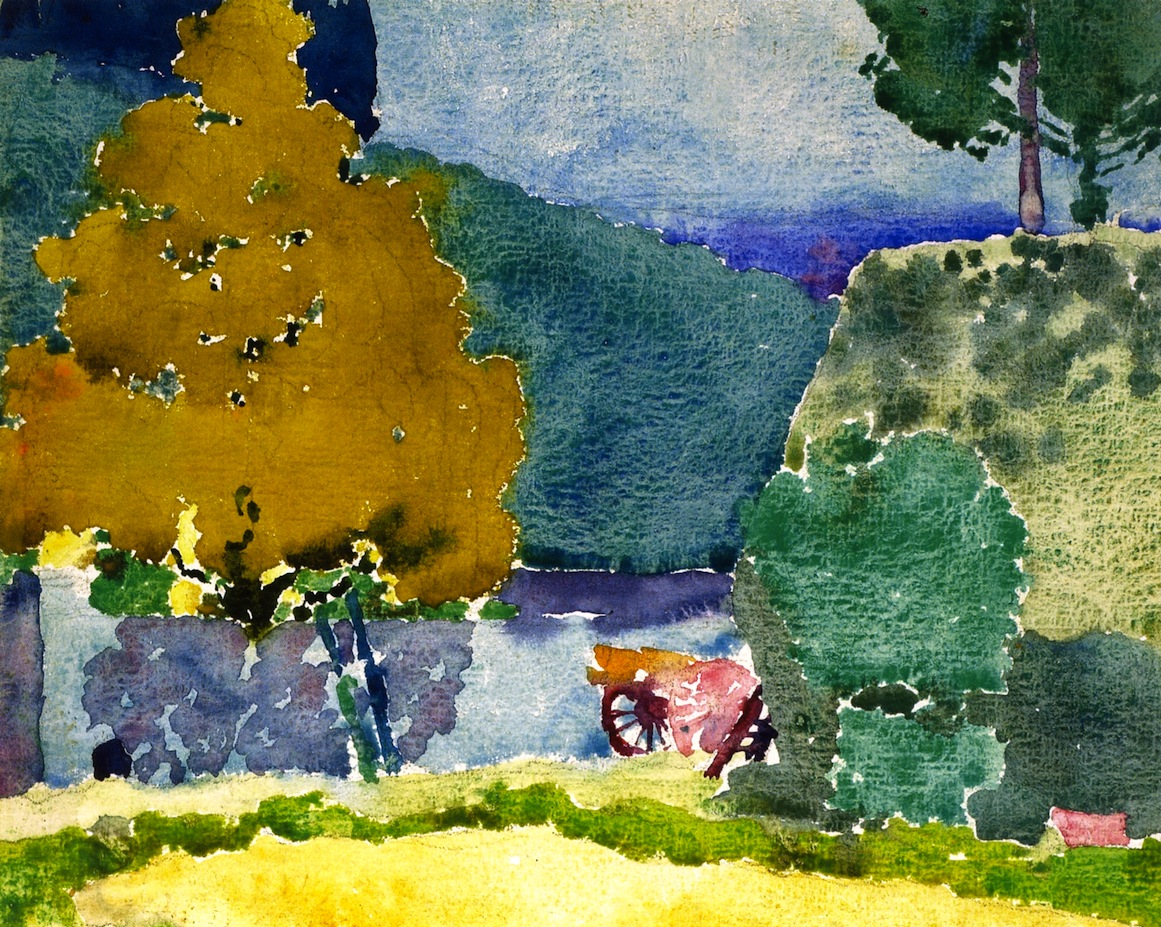
Italienische Landschaft (1915)
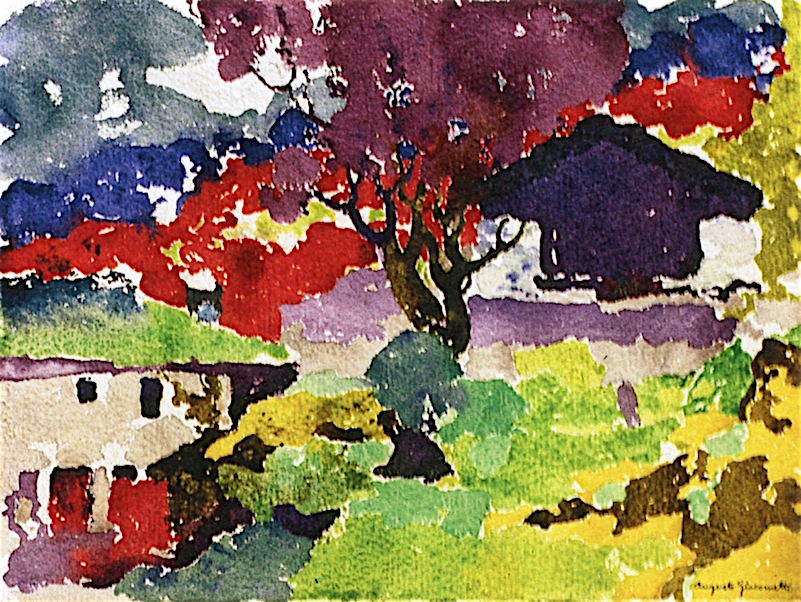
In Bergell (1915)
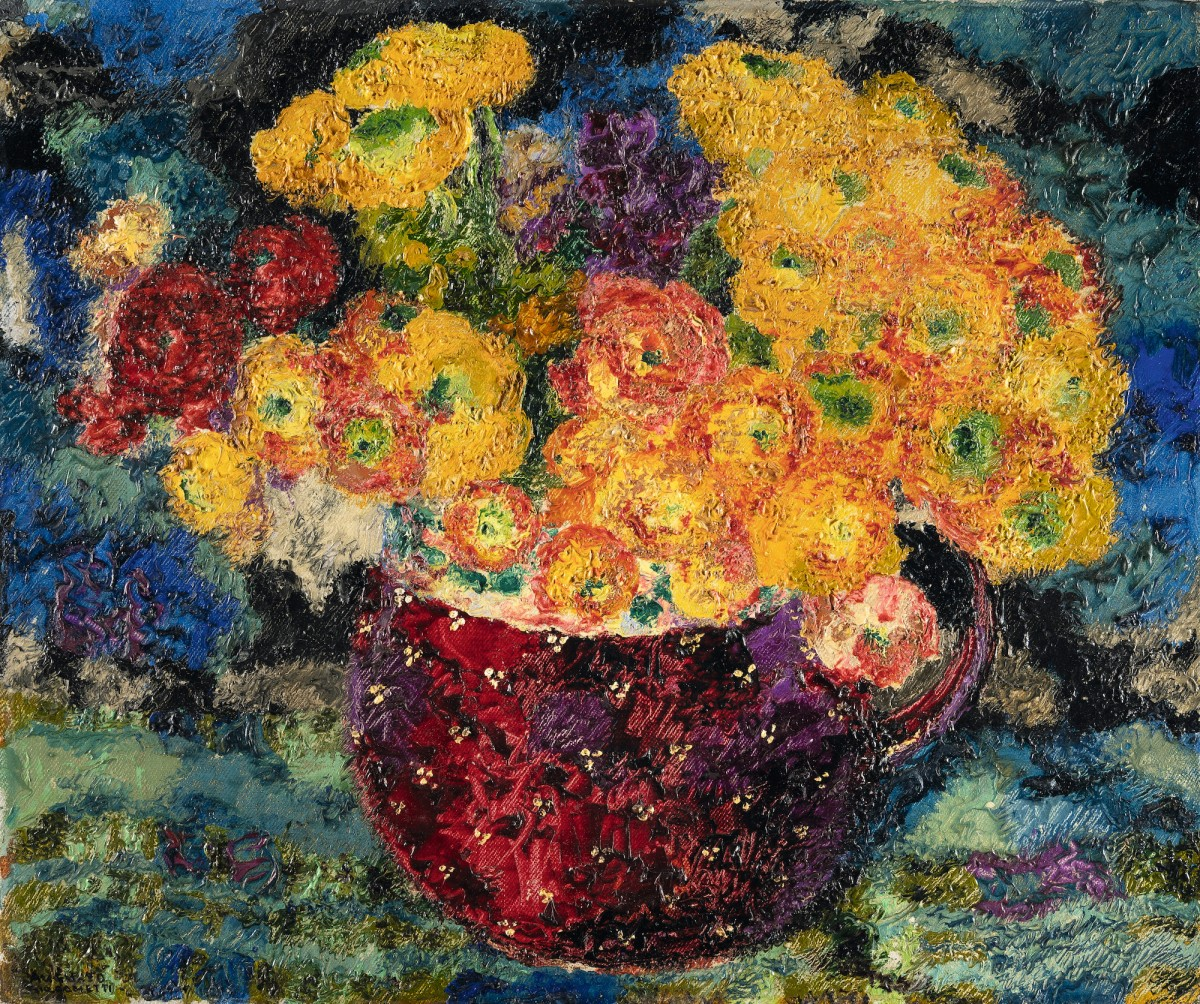
Stillleben mit Ranunkeln (1917)
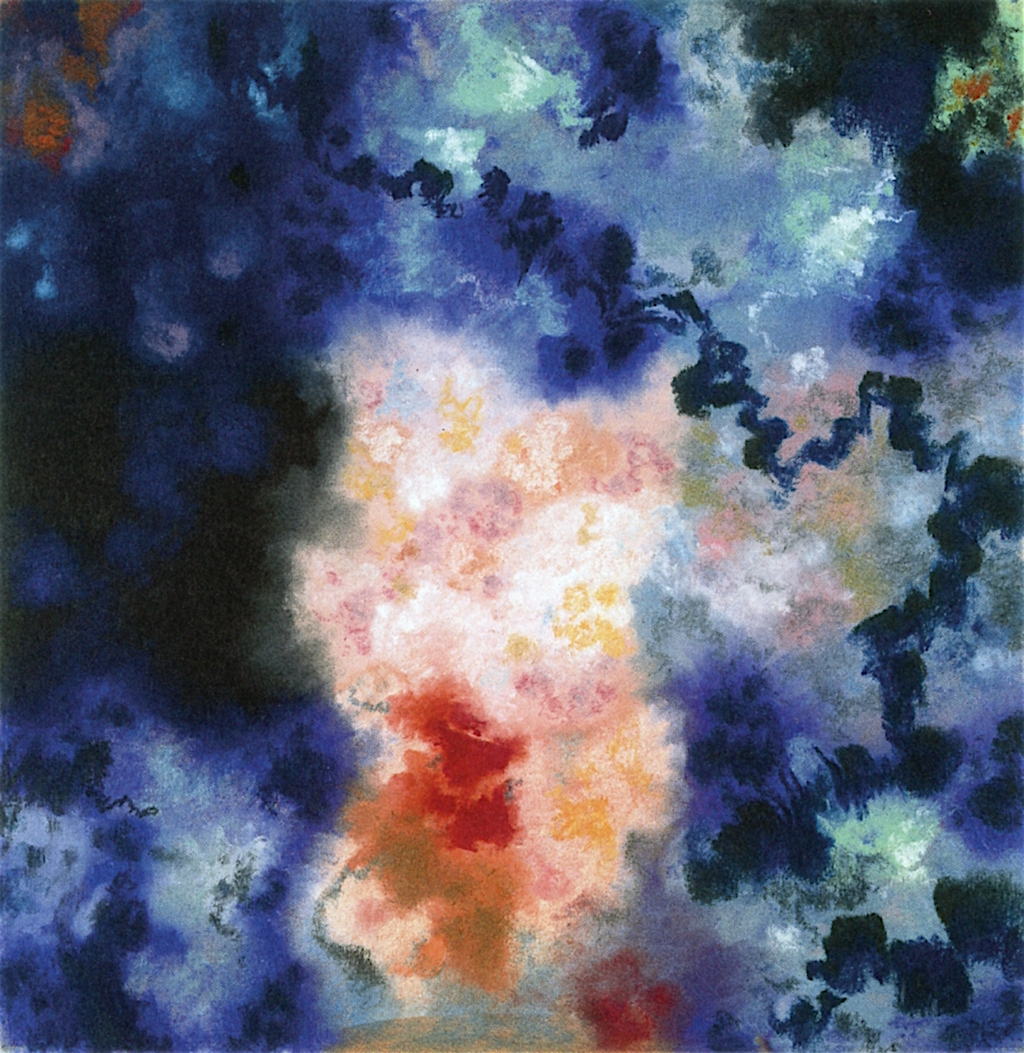
Design I (1918)
Im Atelier Augusto Giacometti (1939)
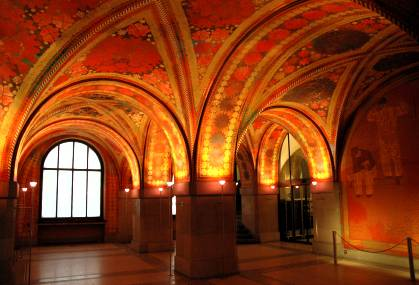
Giacometti-Halle in der Polizeiwache Amtshaus I in Zürich (1923–1925)
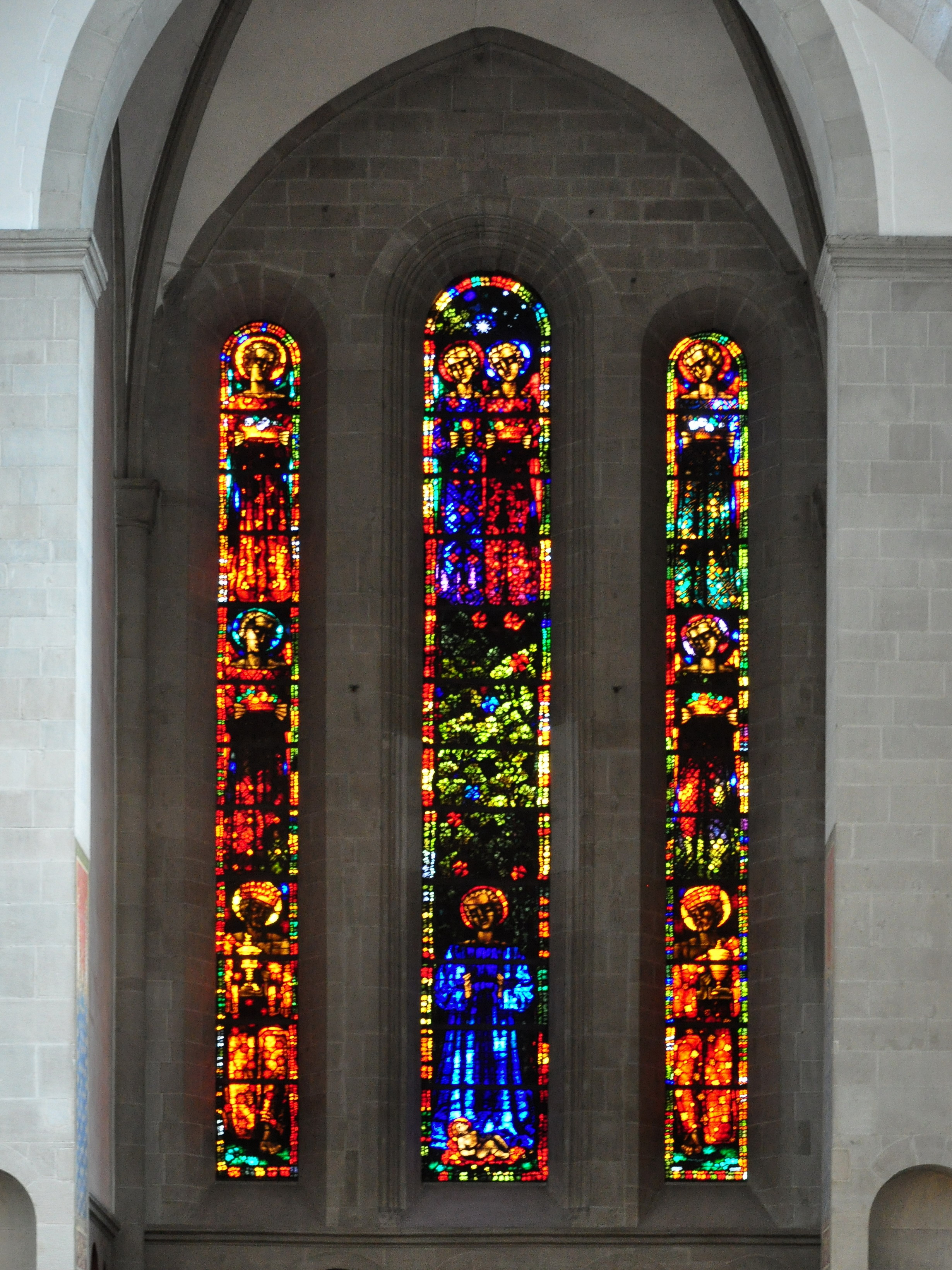
Giacomettis Fenster im Chor des Grossmünsters in Zürich (1933)
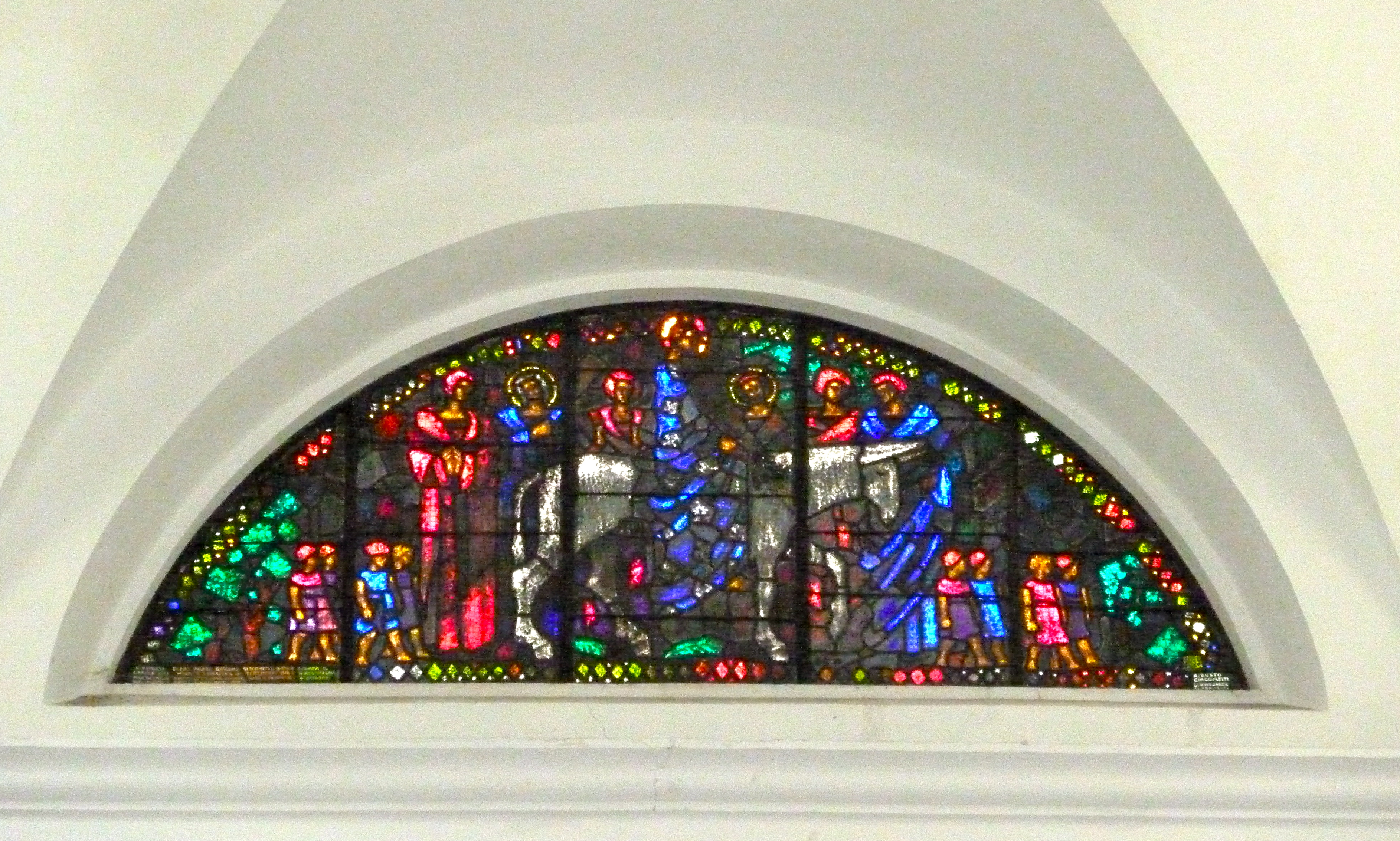
Kirchenfenster der Kirche S. Giorgio bei Borgonovo (1935), wo Giacometti begraben ist
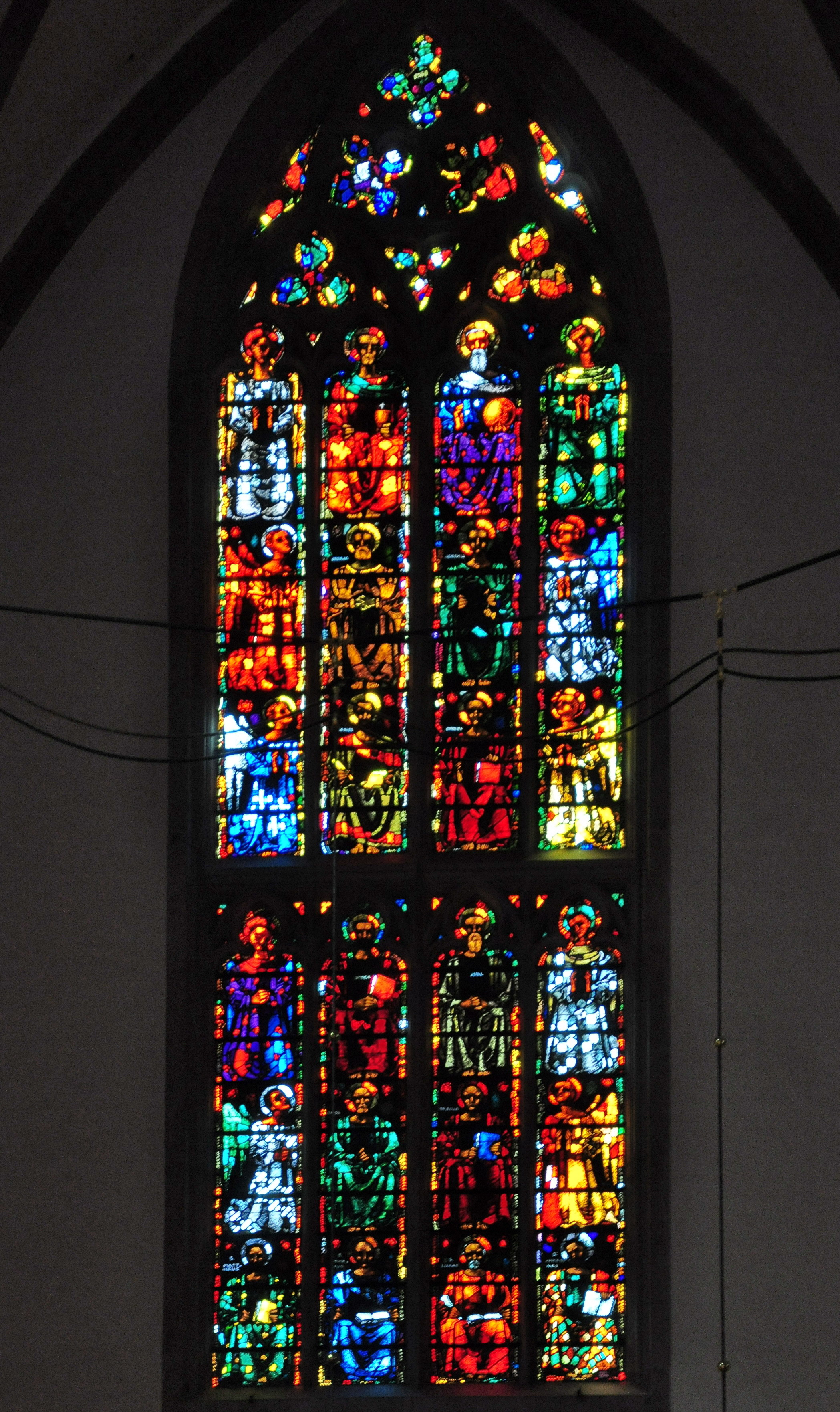
Glasfenster im Fraumünster in Zürich: Das himmlische Paradies (1945)
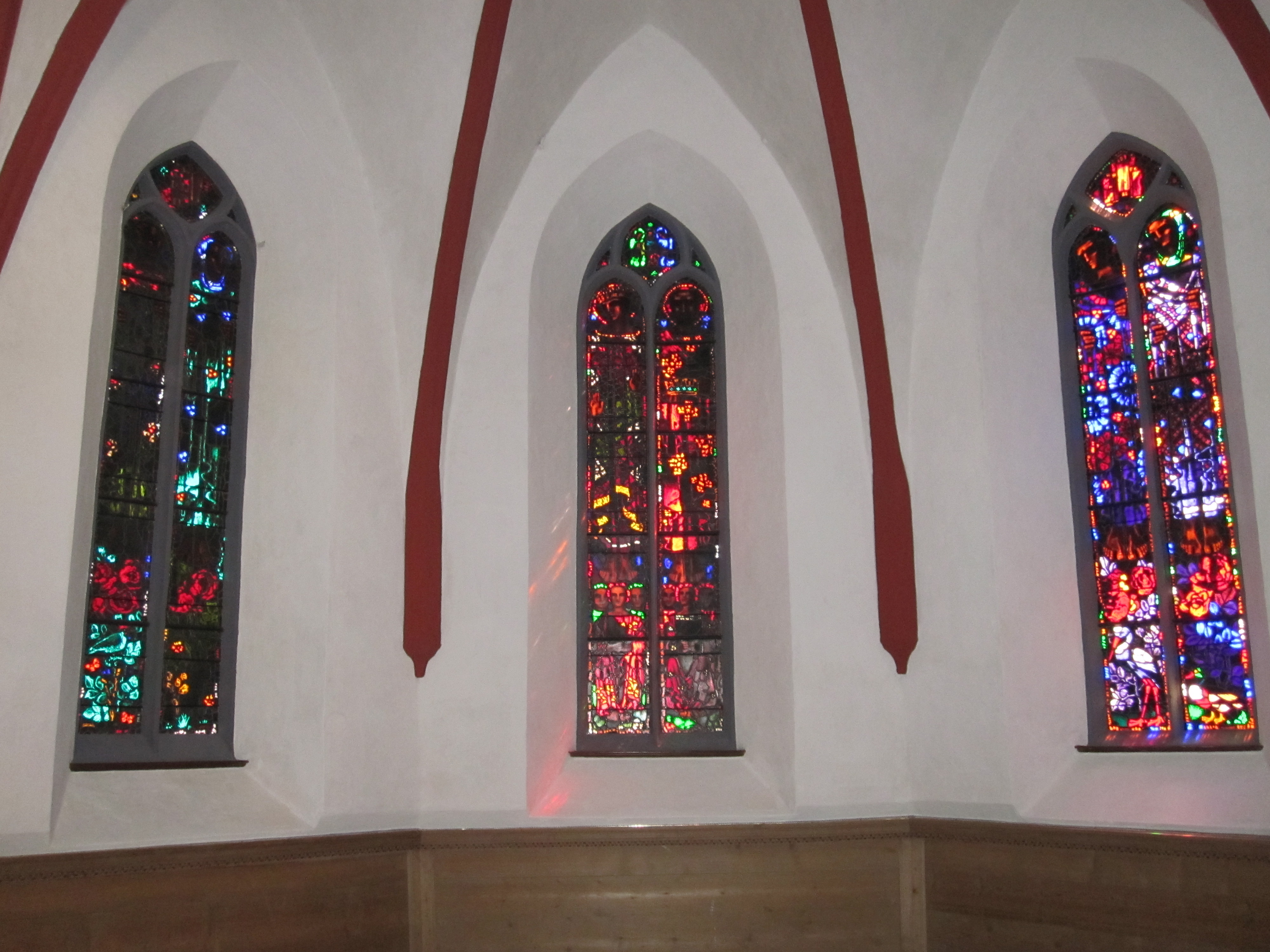
St. Johann in Davos, Giacometti-Fenster

## Ausstellungen
- 2014/2015: Die Farbe und ich. Augusto Giacometti, Kunstmuseum Bern[5]